# Róbert Demjan
Róbert Demjan (ur. 26 października 1982 w Lewoczy) – słowacki piłkarz występujący na pozycji napastnika. Król strzelców Ekstraklasy z sezonie 2012/13 (14 goli).

## Kariera
Demjan zaczynał swoją karierę w Slavoju Trebišov. W 2004 roku został zawodnikiem Matadora Púchov, którego barwy reprezentował przez dwa lata. W 2006 roku przeniósł się do czeskiej Viktorii Žižkov. Grał w tym klubie przez cztery sezony. W lipcu 2010 roku podpisał półtoraroczną umowę z Podbeskidziem Bielsko-Biała, przedłużoną później do końca 2012 roku. Demjan jest strzelcem pierwszej bramki w Ekstraklasie w historii Podbeskidzia (mecz z Jagiellonią Białystok – 2:2). W sezonie 2012/2013 został królem strzelców Ekstraklasy, zdobywając 14 bramek. Przed sezonem 2013/2014 podpisał dwuletni kontrakt z belgijskim Waasland-Beveren. W lipcu 2014 wrócił do Podbeskidzia, w którym grał do czerwca 2017 roku.
Od lipca 2017 reprezentował barwy III-ligowego słowackiego klubu TJ Iskra Borčice.
6 grudnia 2017 podpisał półtoraroczny kontrakt z III-ligowym wówczas Widzewem Łódź. Pod koniec sezonu Demjan został mianowany przez Franciszka Smudę kapitanem zespołu. Przed sezonem 2018/19, kiedy kapitanem został Daniel Mąka, Demjan został jego zastępcą. 27 lutego 2019 roku podpisał kontrakt z zespołem drugiej ligi czeskiej, Fotbalem Trzyniec.

## Statystyki kariery
(aktualne na dzień 19 sierpnia 2018)
| Klub                       | Sezon              | Liga               | Liga  | Liga   | Puchar kraju | Puchar kraju | Suma  | Suma   |
| Klub                       | Sezon              | Liga               | Mecze | Bramki | Mecze        | Bramki       | Mecze | Bramki |
| -------------------------- | ------------------ | ------------------ | ----- | ------ | ------------ | ------------ | ----- | ------ |
| Viktoria Žižkov            | 2007/08            | I liga             | 9     | 1      | 0            | 0            | 9     | 1      |
| Viktoria Žižkov            | 2008/09            | I liga             | 4     | 0      | 0            | 0            | 4     | 0      |
| Viktoria Žižkov            | 2009/10            | II liga            | 1     | 0      | 0            | 0            | 1     | 0      |
| Podbeskidzie Bielsko-Biała | 2010/11            | I liga             | 30    | 9      | 5            | 1            | 35    | 10     |
| Podbeskidzie Bielsko-Biała | 2011/12            | Ekstraklasa        | 30    | 6      | 1            | 1            | 31    | 7      |
| Podbeskidzie Bielsko-Biała | 2012/13            | Ekstraklasa        | 30    | 14     | 0            | 0            | 30    | 14     |
| Waasland-Beveren           | 2013/14            | Eerste klasse      | 27    | 2      | 1            | 0            | 28    | 2      |
| Podbeskidzie Bielsko-Biała | 2014/15            | Ekstraklasa        | 32    | 4      | 5            | 0            | 37    | 4      |
| Podbeskidzie Bielsko-Biała | 2015/16            | Ekstraklasa        | 33    | 7      | 2            | 0            | 35    | 7      |
| Podbeskidzie Bielsko-Biała | 2016/17            | I liga             | 24    | 4      | 1            | 0            | 25    | 4      |
| TJ Iskra Borčice           | 2017/18            | III Liga           | 17    | 15     | 0            | 0            | 17    | 15     |
| Widzew Łódź                | 2017/18            | III Liga           | 17    | 6      | 0            | 0            | 17    | 6      |
| Widzew Łódź                | 2018/19            | II Liga            | 4     | 1      | 0            | 0            | 4     | 1      |
| Ogólnie w karierze         | Ogólnie w karierze | Ogólnie w karierze | 258   | 69     | 15           | 2            | 273   | 71     |

## Sukcesy

### Indywidualne
- Król strzelców Ekstraklasy: 2012/2013 (14 goli)
- Gala T-Mobile Ekstraklasa 2013 (Nagrody):
  - Król strzelców
  - Napastnik sezonu
  - Piłkarz sezonu